# Нифлумовая кислота
Нифлу́мовая кислота́ — лекарственное средство, нестероидный противовоспалительный препарат, обладающий сильным обезболивающим и противовоспалительным действием. Используется при лечении ревматоидных заболеваний, отпускается без рецепта.

## Фармакологические свойства

### Фармакодинамика
Нифлумовая кислота является неконкурентным ингибитором обмена хлоридов. Установлено, также, что нифлумовая кислота блокирует кальциевые каналы Т-типа сперматозоидах мыши, которые участвуют в акросомной реакции.